# 正十二面体

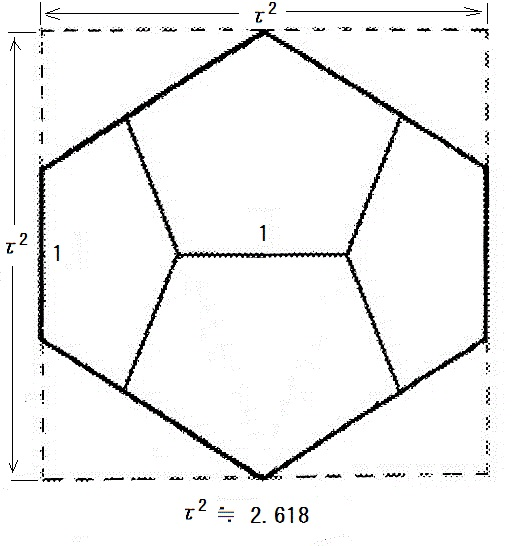
正十二面体投影図（辺心図）

正十二面体（せいじゅうにめんたい、英: regular dodecahedron）は正多面体の1つ。空間を正五角形12枚で囲んだ凸多面体。

## 性質
- ねじれ双五角錐の両頭頂点を切った立体（Truncated pentagonal trapezohedron）の、特殊な形。
- 向かい合う面は平行である。
- 正十二面体の一辺と外接立方体の一辺の比はおよそ 1 : 2.618
- 二面角 116.56505° = arccos(−1/√5)
- 展開図の数は43380種類。
- 面の数は12、辺の数は30、頂点の数は20。
- 頂点形状は正三角錐であり、3本の辺と3枚の正五角形が集まる。これらはパスカルの三角形の第4段の2、3番目の数字に等しい。
- 正二十面体と双対である。

## 計量
| 面の面積         | {\displaystyle A={1 \over 4}{\sqrt {25+10{\sqrt {5}}}}\,a^{2}}            | {\displaystyle A={1 \over 4}{\sqrt {5(4\varphi +3)}}\,a^{2}}     |
| 表面積           | {\displaystyle S=12A=3{\sqrt {25+10{\sqrt {5}}}}\,a^{2}}                  | {\displaystyle S=12A=3{\sqrt {5(4\varphi +3)}}\,a^{2}}           |
| 体積             | {\displaystyle V={\frac {1}{3}}Sr={1 \over 4}(15+7{\sqrt {5}})a^{3}}      | {\displaystyle V={\frac {1}{3}}Sr={1 \over 2}(7\varphi +4)a^{3}} |
| 最長対角線の長さ | {\displaystyle d={1 \over 2}{({\sqrt {15}}+{\sqrt {3}})a}}                | {\displaystyle d={{\sqrt {3}}\varphi }a}                         |
| 外接球半径       | {\displaystyle R={\frac {d}{2}}={1 \over 4}{({\sqrt {15}}+{\sqrt {3}})a}} | {\displaystyle R={1 \over 2}{{\sqrt {3}}\varphi }a}              |
| 内接球半径       | {\displaystyle r={\sqrt {25+11{\sqrt {5}} \over 40}}\,a}                  | {\displaystyle r={3\varphi +2 \over 2{\sqrt {4\varphi +3}}}a}    |

## 頂点、辺、面の座標
以下は、標準的な座標の取り方の一つである。ここで {\displaystyle \varphi } は黄金比 {\displaystyle {\frac {1+{\sqrt {5}}}{2}}} 、
{\displaystyle \epsilon _{1},\epsilon _{2},\epsilon _{3}=\pm 1} である。
20個の頂点（原点からの距離 {\displaystyle {\sqrt {3}}}）の座標
- {\displaystyle (\epsilon _{1},\epsilon _{2},\epsilon _{3})}  の8個
- {\displaystyle (0,\epsilon _{2}\varphi ,\epsilon _{3}\varphi ^{-1})}  のxyz座標を偶置換した 12個

30個の辺（長さ{\displaystyle 2\varphi ^{-1}}）の、両端点および中心の座標
- 両端点 {\displaystyle (\epsilon _{1},\epsilon _{2},\epsilon _{3})}と{\displaystyle (0,\epsilon _{2}\varphi ,\epsilon _{3}\varphi ^{-1})}、中心 {\displaystyle {\frac {1}{2}}(\epsilon _{1},\epsilon _{2}\varphi ^{2},\epsilon _{3}\varphi )} のxyz座標を偶置換した 24個
- 両端点 {\displaystyle (0,\epsilon _{2}\varphi ,\varphi ^{-1})}と{\displaystyle (0,\epsilon _{2}\varphi ,-\varphi ^{-1})}、中心{\displaystyle (0,\epsilon _{2}\varphi ,0)} のxyz座標を偶置換した 6組

12個の面の、反時計回りの頂点および中心の座標
- 頂点 {\displaystyle (0,\epsilon _{2}\varphi ,\epsilon _{3}\varphi ^{-1})}, {\displaystyle (-\epsilon _{2}\epsilon _{3},\epsilon _{2},\epsilon _{3})}, {\displaystyle (-\epsilon _{2}\epsilon _{3}\varphi ^{-1},0,\epsilon _{3}\varphi )}, {\displaystyle (\epsilon _{2}\epsilon _{3}\varphi ^{-1},0,\epsilon _{3}\varphi )}, {\displaystyle (\epsilon _{2}\epsilon _{3},\epsilon _{2},\epsilon _{3})}、中心 {\displaystyle {\frac {\varphi +2}{5}}(0,\epsilon _{2},\epsilon _{3}\varphi )}  のxyz座標を偶置換した 12個

## 正十二面体の作り方

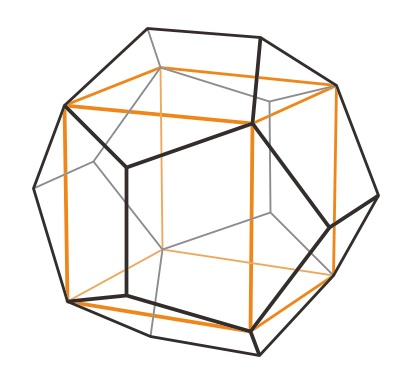
正十二面体と内接する立方体

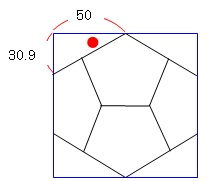
正十二面体と外接する立方体の直投影図

- 正十二面体を内接立方体から構成する方法がユークリッドの『原論』第13巻に記されている。一松信はこれを「立方体に屋根をかける」方法と呼んでいる。[1]
- これとは逆に、正十二面体を外接立方体から立方体の12の稜を一様に切稜して作る方法が、『多面体木工（増補版）』（佐藤郁郎・中川宏）によって示された。[2]それは、正十二面体の投影図（辺心図）が、直交する3方向に現れることに基づいている。投影図は100ミリの立方体から切り取る部分の寸法を示しているが、これは黄金比にあたる。切り取る三角形の赤丸の角度が切稜の角度になる。約31.7度である。

### 立方体から正十二面体を作る様子
発泡スチロールカッターを使って立方体から正十二面体を作る様子を示す。
| X軸まわりの切稜                  |
| Y軸まわりの切稜                  |
| Z軸まわりの切稜                  |
| 立方体切稜による正十二面体の完成 |

## 正十二面体の証明

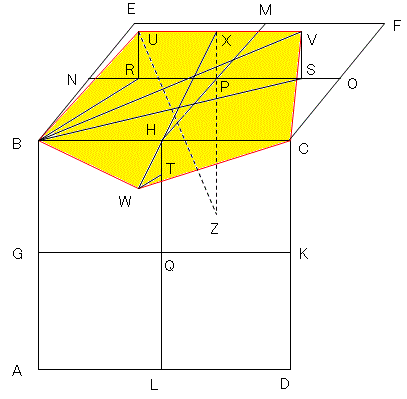
『原論』第13巻の定理17の図

『ユークリッド原論』第13巻の定理17においては、立方体の一辺を対角線の一つとする五角形のひさしをかけることによって、この五角形が等辺にして一平面上にありかつ等角であることが証明されている。
図に示したように、『ユークリッド原論』第13巻の定理17の説明にあるギリシア文字をラテン文字に変更して述べると以下のようになる。

## 星型
| 小星型十二面体 B | 大十二面体 C | 大星型十二面体 D |

## この図形を枠に持つ立体
| 大星型十二面体              | 小二重三角二十・十二面体      | 大二重三角二十・十二面体       | 二重三角十二・十二面体 |
| 5個の立方体による複合多面体 | 5個の正四面体による複合多面体 | 10個の正四面体による複合多面体 |                        |

## 派生的な立体
| 切頂十二面体 t{5, 3} | 二十・十二面体 r{5, 3} | 変形十二面体 sr{5, 3} | 五方十二面体 | 正十二面体と正二十面体による複合多面体 |

## 近縁となるジョンソンの立体
| 側錐十二面体 | 双側錐十二面体 | 二側錐十二面体 | 三側錐十二面体 |

## 古代の遺物に見られる正十二面体

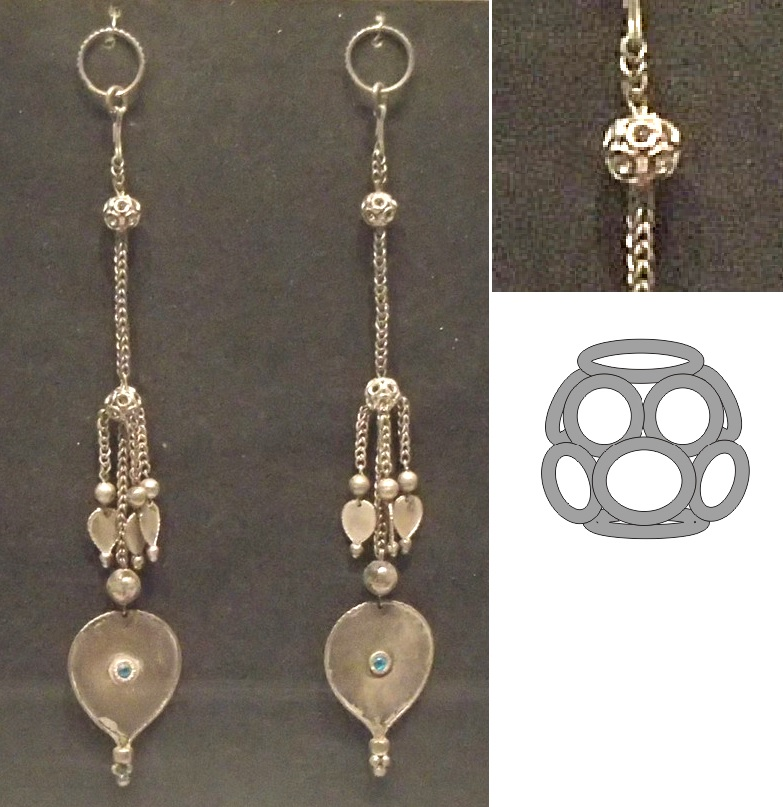
長野県畦地一号墳出土銀製垂飾付耳飾り

おそらく日本最古と思われる正十二面体構造を持つ人工物は、５～６世紀ごろの古墳の副葬品の耳飾りに見出すことができる。同じ大きさの銀製や金銅製の環１２個を均等に配置した中空の籠形で、垂らすタイプの耳飾りの中間に用いられた。これまでに、群馬県の梁瀬二子塚古墳、千葉県の祇園大塚山古墳、長野県の畦地一号墳、和歌山県の大谷古墳、奈良県の新沢千塚から出土した遺物に確認されている。全く同じではないが似たような構造を持つ耳飾りは朝鮮半島の遺物でも確認されている。

## 関連項目

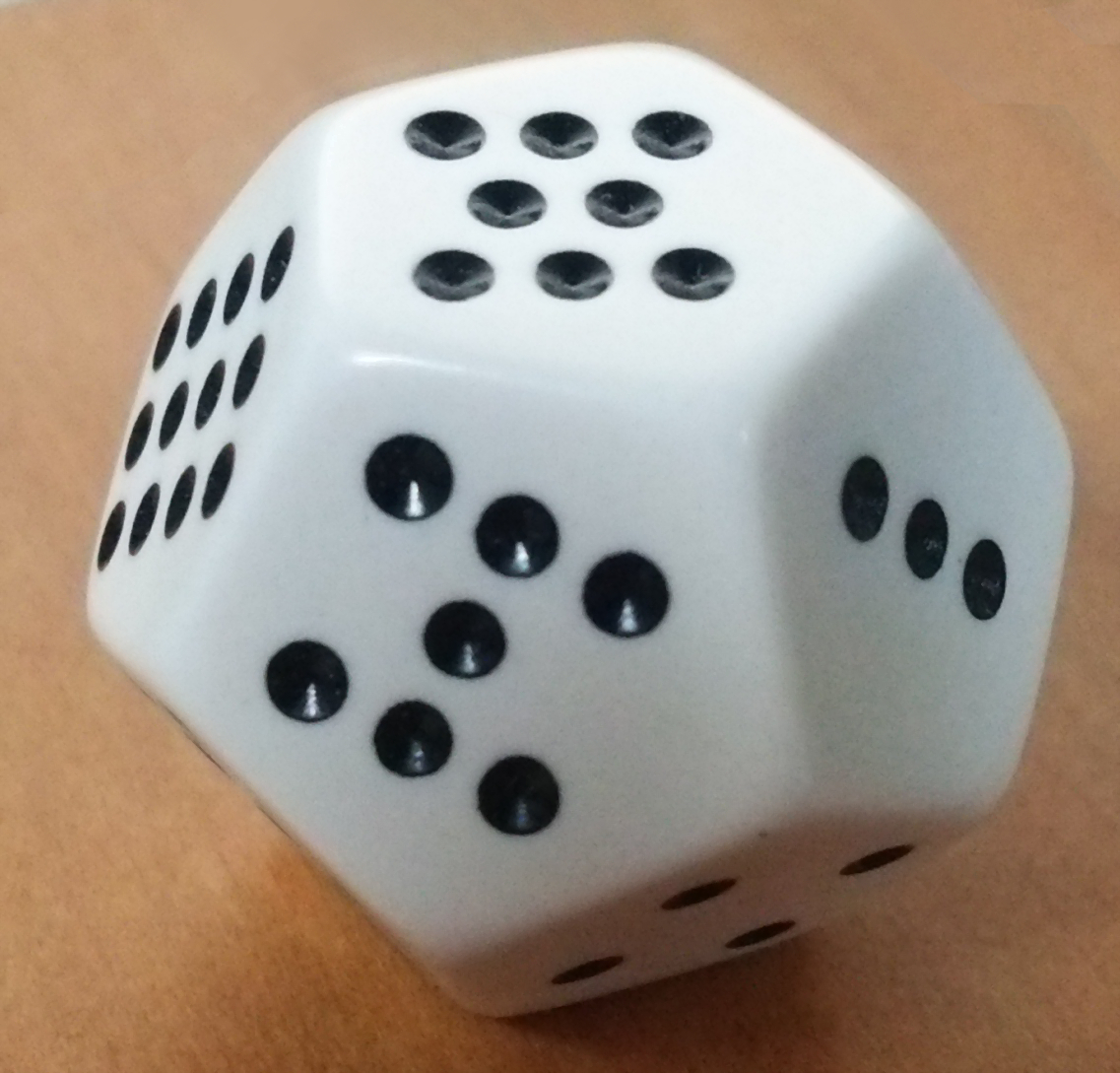
正十二面体サイコロ